# Hoyoux
Ne doit pas être confondu avec Houyoux (ruisseau) ou Hoyoux (Clavier).

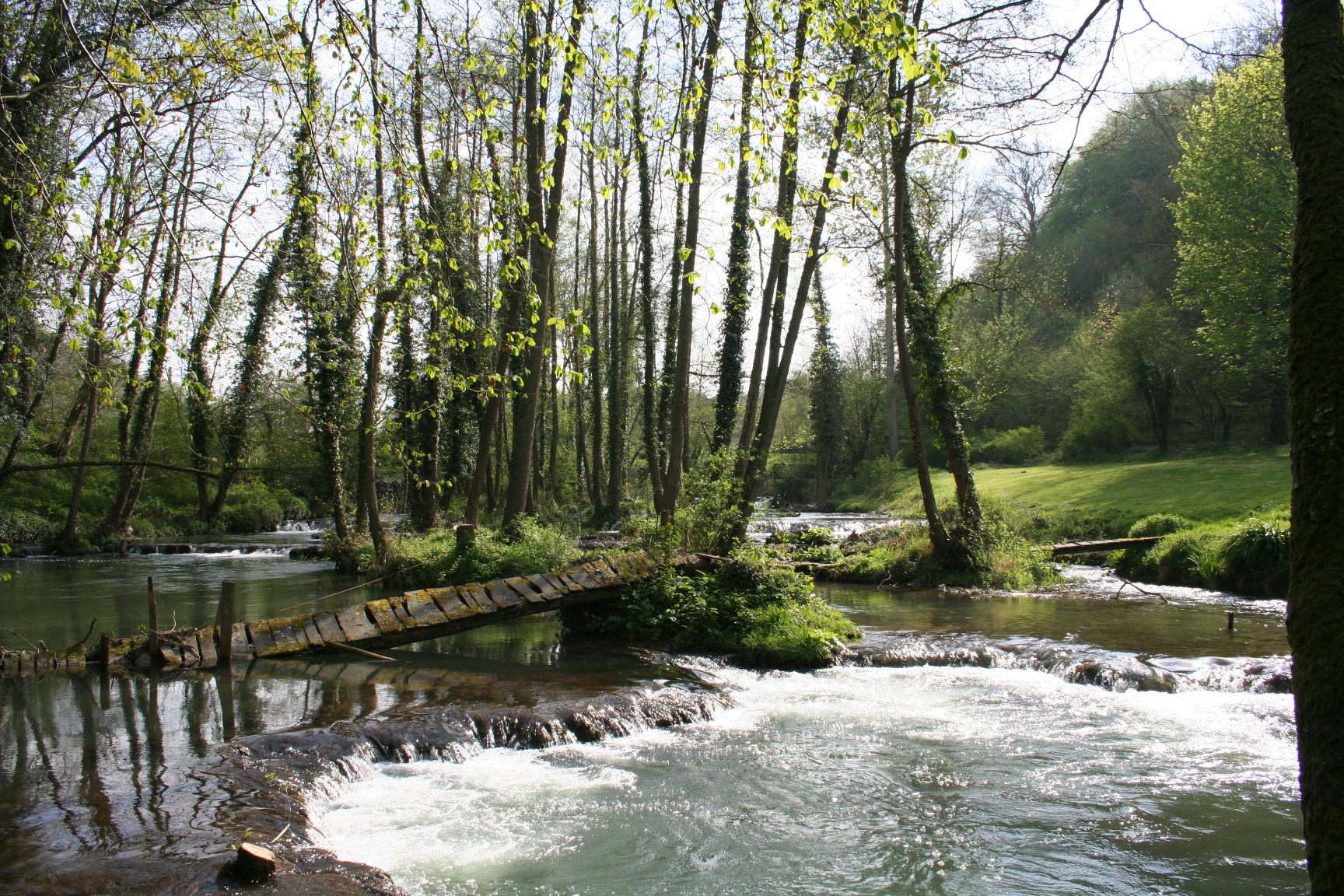
Le Hoyoux à Marchin; on notera la formation de tuf calcaire formant un barrage.

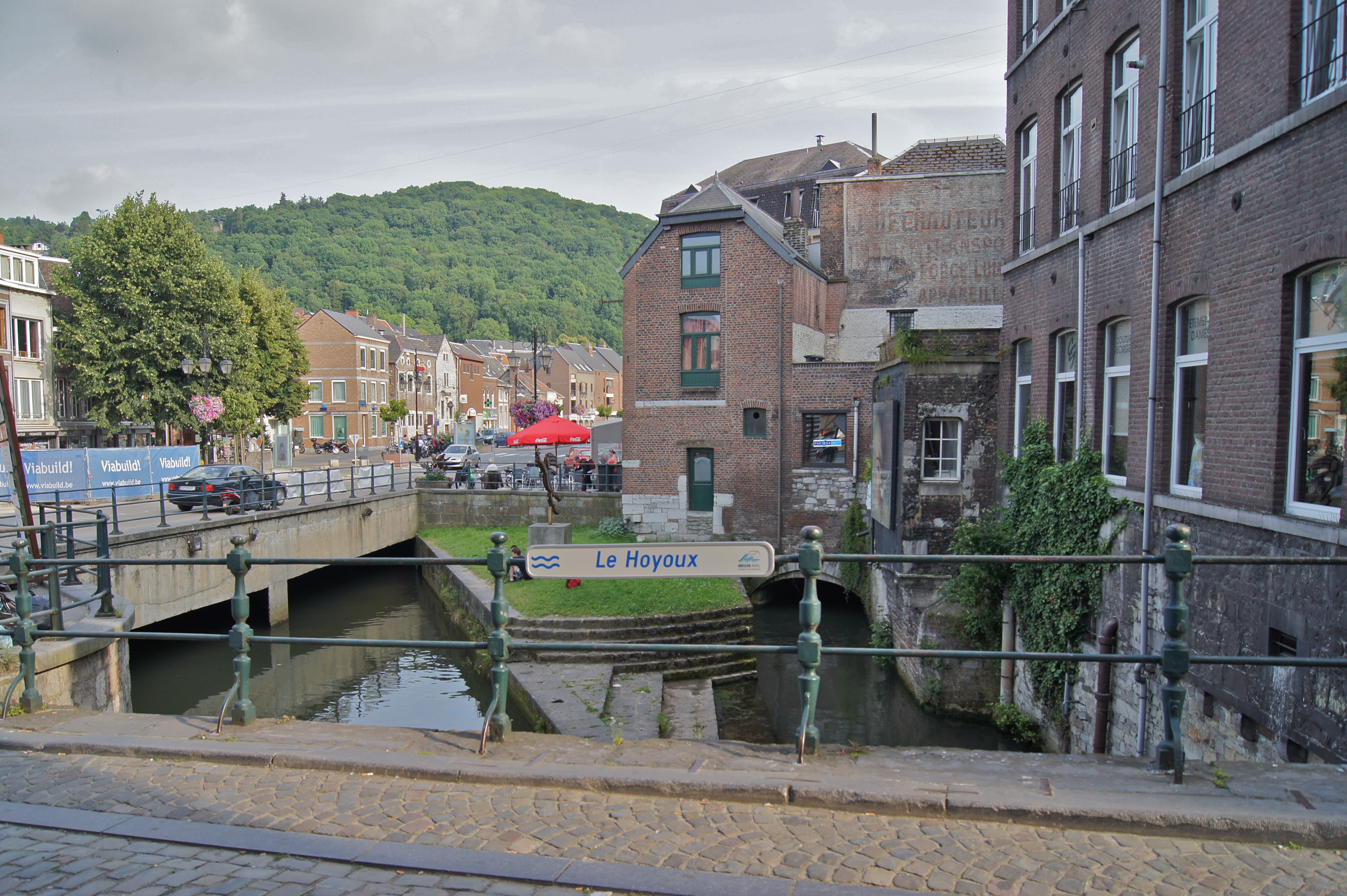
Le Hoyoux dans le centre de Huy.

Le Hoyoux [ɔju] est une rivière de Belgique, affluent en rive droite de la Meuse coulant en pays du Condroz. Elle prend sa source à Verlée dans la province de Namur, à une altitude de 290 mètres, et se jette dans la Meuse à Huy (à 85 mètres). Cette ville est ainsi nommée à partir de la racine du nom de la rivière. La rivière est connue pour ses barrages naturels de tuf calcaire.

## Géographie
Grossie par les ruisseaux de Fontenoy, de Neuf Moulin, d'Ossogne, de Bonne, de Vyle, de Saint-Pierre, de Triffoy, de Lilot et du Fond de Wavelinse, la rivière condrusienne arrose notamment les localités de Verlée, Hoyoux, Petit-Avin, Les Avins, Modave, Pont-de-Bonne, Vyle-et-Tharoul, Marchin et Vierset-Barse. 
À hauteur de Modave, le Hoyoux s’engage dans une profonde vallée orientée vers le nord en direction de Huy. C’est en dévalant dans cette vallée qu’il acquiert le débit le plus rapide de toutes les rivières de Belgique. 
La superficie de son bassin versant est de 255 km2 et son cours s’étend sur une distance de 
28 km.

## Affluents
De l'amont vers l'aval, les principaux affluents du Hoyoux sont :
- le ruisseau d'Ossogne en rive gauche
- la Bonne en rive droite
- la Vyle en rive gauche
- le Triffoy en rive gauche
- le Lilot en rive gauche

## Débit
Le débit moyen de la rivière mesuré à Marchin (bassin versant de 239 km2), entre 1989 et 2003 est de 2,0 m3/s. Durant la même période on a enregistré :
- Un maximum moyen de 2,6 m3/s en 2001.
- Un minimum moyen de 0,9 m3/s en 1997.

Source : Ministère de la Région Wallonne.

## De l'eau potable pour la région de Bruxelles
Au château de Modave, une prise d'eau importante existe, destinée à alimenter partiellement l'agglomération de Bruxelles en eau potable. On y prélève jusqu'à 80 000 mètres cubes par jour (c'est-à-dire près d'un mètre cube par seconde) quantité suffisante pour satisfaire tous les besoins en eau de 
200 000 personnes, soit plus ou moins 20 % des habitants de la région de Bruxelles-Capitale.

## Machine de Modave
C'est à l'aplomb du château de Modave que Rennequin Sualem érigea une machine pour élever les eaux sur une cinquantaine de mètres.  Cette machine, destinée à fournir de l'eau pour les fontaines et les besoins du château, préfigure celle de Marly à Versailles.